# 塔帕 (市镇)
塔帕是爱沙尼亚西維魯縣的一个乡村型市镇。行政中心为塔帕。市镇面积为480平方公里，2021年时人口数量为10,643人。

## 行政管理
2017年爱沙尼亚行政改革后，原塔帕市镇和塔姆薩盧市鎮合并成新的塔帕市镇。
新的市镇包括两个非独立市（塔帕、塔姆薩盧）、两个小镇和55个村庄。